# Tununirmiut
Tununirmiut (=people of the back country), u jeziku inuktitut naziv za Eskime koji su u povijesno doba živjeli na sjeveroistoku otoka Baffin Island i oko Eclipse Sounda i Pond Inleta (Mittimatalik). Inuiti s Pond Inleta smatraju se danas njihovim potomcima (Mary-Rousselière 1984). Oni što su živjeli nešto južnije od njih zvali su se Tununirusirmiut 'people of the smaller back country'.
Tununinniuti su tradicionalno bili lovci na morske sisavci kao što su grenlandski kit i narval, a lovili su ga posebno u proljeće i zimi. U ljetnim mjesecima bi u lov na narvale odlazili starci na Navy Board Inlet, Eclipse Sound i Pond Inlet, dok bi mlađi lovci putovali u unutrašnjost zbog lova na karibua (Mary-Rousselière 1984).
Današnji Eskimi sa sjeveroistoka Baffinovog otoka poznati su kao Iglulik.